# Distrikt Yantalo
Der Distrikt Yantalo, alternative Schreibweise: Distrikt Yantaló, liegt in der Provinz Moyobamba in der Region San Martín im zentralen Norden von Peru. Der Distrikt wurde am 30. Dezember 1944 gegründet. Er besitzt eine Fläche von 69,7 km². Beim Zensus 2017 wurden 2893 Einwohner gezählt. Im Jahr 1993 lag die Einwohnerzahl bei 1859, im Jahr 2007 bei 2779. Sitz der Distriktverwaltung ist die 839 m hoch gelegene Ortschaft Yantalo mit 1816 Einwohnern (Stand 2017). Yantalo befindet sich 8,5 km nordwestlich der Provinz- und Regionshauptstadt Moyobamba.

## Geographische Lage
Der Distrikt Yantalo liegt in den östlichen Voranden am Südufer des nach Osten fließenden Río Mayo zentral in der Provinz Moyobamba. Im Westen wird der Distrikt vom Río Tonchima begrenzt, im Osten vom Río Indoche.
Der Distrikt Yantalo grenzt im Süden an den Distrikt Calzada, im Westen an den Distrikt Pósic (Provinz Rioja) sowie im Norden und im Osten an den Distrikt Moyobamba.

## Ortschaften
Neben dem Hauptort gibt es im Distrikt folgende größere Ortschaften:
- La Florida (243 Einwohner)
- Nuevo San Ignacio (435 Einwohner)